# 角松敏生
角松 敏生（かどまつ としき、1960年8月12日 - ）は、日本の歌手。シンガーソングライター、ミュージシャン、音楽プロデューサー。
東京都渋谷区代々木出身。身長169cm。血液型A型。日本大学鶴ヶ丘高等学校、日本大学文理学部哲学科卒業。既婚。1女の父。

## 人物・エピソード

### 活動概要
1981年にメジャーデビュー以来、シンガーソングライターとして活動する傍ら、1983年以降、杏里や中山美穂、布施明といった他アーティストへの楽曲提供と、それに伴う音楽プロデューサー業も手掛けている。その他、VOCALANDなどのPVでは動画編集も行っていた。
初期のアルバム3作『SEA BREEZE』（1981年）、『WEEKEND FLY TO THE SUN』（1982年）、『ON THE CITY SHORE』（1983年）は、夏の風景や海岸等のリゾート色に彩られたシティポップと称された。
シティポップ（類義語も含め）という言葉は1980年代に於いては一般に使用される言葉ではないため、読売新聞夕刊1983年7月9日付の伊藤強が書いた角松敏生の評論と角松のインタビュー内でも一度も使用されていない。記事内では角松はニューミュージックとして言及されている。角松は「ロックをやってるとみんなアメリカのウエスト・コーストになってしまう感じがする。でも僕はイースト、つまりニューヨークのサウンドを追いかけようと思っている」などと話した。伊藤の角松評は「明るく気軽なニューミュージック」である。
1983年以降、3枚目のアルバム発売直後から作風が長閑なリゾート色から夜の都会をイメージしたサウンドに切り替わり、『GOLD DIGGER〜with true love〜』（1985年）でニューヨークを意識したダンス・サウンドで脚光を浴び、同時期から夜の都会や自身の原体験、大人の男女の恋愛を題材とした楽曲に切り替わった。
1990年以降、アルバム3作『ALL IS VANITY』（1991年）、『あるがままに』（1992年）、『君をこえる日』（1992年）では、私小説的な要素を持つ深みのある詞の世界を展開し、ヴォーカリストとしての魅力が増している。
1993年からの凍結（活動停止）中には、VOCALANDのプロデュースや、覆面グループ「AGHARTA」で活動しシングル「WAになっておどろう」（1997年）がヒット。その後、凍結から約6年ぶりに1998年から「解凍」と称して歌手活動を再開、解凍後初のアルバム『TIME TUNNEL』（1999年）以降、コンスタントに新作を発表している。
1997年、長万部太郎名義でのバンド活動およびプロデュースした「WAになっておどろう」（AGHARTA（アガルタ）とV6が同時期にカバー）が一般的に知られる。他アーティストへのプロデューサー業で数々の楽曲を発表した。
日本大学ではインド哲学を専攻していた為、1990年代までのライブでは、説教じみたMCや客との口喧嘩が有名で、私生活での疲弊等で人生に悩んだ末の1993年から5年間に亘る活動凍結の時期も存在したが、2020年代のライブのMCでは若気の至りだったと振り返っている。2021年のデビュー40周年ライブのパンフレットでは、60歳以降の人生をサッカー等で言うところのロスタイムとして考えていると記載しており、新しいチャレンジについても思い留まっている様子がある。
乱視の為、20代の頃から日常生活ではメガネを着用しており、メガネ着用でのジャケット写真も複数存在する。

### 音楽性
楽曲面では主に1983年上半期以前の初期では海・夏・リゾートを連想させる曲、同年下半期以降の中期以降では深遠な恋愛観・精神世界・夜の都会の喧騒・自身の原体験を連想させる曲が多い反面、演奏も歌唱も難易度の高い曲が多く、レコーディングやライブでは演奏者にアイディアを要求する傾向にある。角松自身の音楽スタイルは、山下達郎や大瀧詠一の影響でシティ・ポップを基調とする一方、R&B・ファンク・ソウル等のブラックミュージックの要素を巧みに取り入れている。
1980年代中盤頃の数年間、打ち込みにも興じていたが、何でも出来る為直ぐ飽きてしまい、現在は生演奏を中心に据えている。
又、角松のシングル曲は、カップリング曲含めオリジナルアルバム未収録の楽曲も比較的多く、オリジナルアルバムの先行シングルとなっている楽曲であっても、殆どがシングルと違うアレンジでアルバム収録されている事が多く、本人曰く「シングル曲がシングルバージョンと全く同じアレンジでアルバム収録される事が気に入らない」との事である。

### 私生活・趣味
現在の家族構成は2009年に再婚した妻と娘（2011年生まれ）が一人居り、兄弟は8歳違いの兄（1952年生まれ）が一人居る。
以前はスキューバーダイビングやサーフィン等のマリンスポーツを趣味としていたが、40代後半以降は辞めている。今では歴史調査が主な趣味となっており、古代史・世界の宗教史・民俗学的なものにも興味をもっている。これらの趣味が同時並行していた時期もあるようで、1990年代のAGHARTAでのワールドミュージック的要素の導入、解凍後の沖縄出身ミュージシャンとの交流や自身の作品での伝統音楽の導入や作詞などにも現れている。「スキーの板を新調するかギターを新調するか迷っていた事もある」とのエピソードも流布しているが、実際の所、ウインタースポーツについては観戦専門である。2000年代に結成したTripodのライブのMCでは、軽井沢でのライブを始めてから森林の魅力を知ったと発言しており、ライブに合わせて家族や音楽仲間と観光していることを公表している。

## 来歴

### 出生 - デビュー
幼少時代から音楽に興味を持ち始め、同時期から両親からの強要でピアノやオルガン教室に通っていたが角松自身はあまり乗り気では無かった。
10歳からギターの練習を始めた。当初は兄の手解きを受けて練習していたが、途中から兄が面倒臭がって教えてくれなくなったので、ギター関連雑誌の”簡単に演奏出来る方法”の記事を参考に練習していた。
幼少時代の角松は喘息の持病があり同級生からは度々苛められていたが、ギターを始めた事で同級生からの苛めは無くなり、喘息の持病も解消されて同級生から拍手喝采を浴びる様になった。
小学校6年生ではっぴいえんどを知り、1970年代半ばの中学から高校時代（日本大学鶴ヶ丘高等学校）にかけて、はっぴいえんどとそれに継ぐティン・パン・アレー関連の日本のロック＆ポップス、そしてアメリカ東・西海岸でムーブメントが起き出したフュージョンにリアルタイムで傾倒、それらに影響を受けたバンドを作って音楽活動を始める（この頃から担当はヴォーカル＆ギター）。
そして、日本大学文理学部哲学科在学中にコンテスト用に「Still I'm In Love With You」のデモテープを作成し、コンテストには落ちたものの、それを聴いたトライアングルプロダクション社長の藤田浩一からの誘いがきっかけとなって1981年にシングル「YOKOHAMA Twilight Time」とアルバム『SEA BREEZE』でデビューする。この時テイチクレコードでデュオとしてデビューするプランがあったが、RVCよりソロデビューを果たす。尚、日本大学には8年間在籍し、1987年に卒業する。
デビュー当初は、所属レコード会社・RVC（RCAビクター、RCA Victor Corporation）の意向で、当時大瀧詠一や山下達郎のブレイクで盛り上がり、巷で流行していたリゾート感覚を取り入れたシティ・ポップスの音楽スタイルを採った。しかも、多額の予算が組まれた鳴り物入りのデビューであり、1作目ではアマチュア時代から敬愛していた日本の一流スタジオ・ミュージシャンをバックに、その10か月後にリリースする2作目のシングルおよびアルバムはロスアンゼルス録音で当地のミュージシャンを起用した。作詞・作曲はデビュー当初から全て角松自身によるものであったものの、編曲やプロデュース権は与えられず、何もかも初めての経験のスタジオ録音作業がどういうものかを学びながら作っていたため、自分の力量がついていっていないもどかしさや意見が通らない事に嫌気がさす。さらに、大規模なプロモーションのわりには、それに見合ったヒットは適わず、商業的成功を収めることも出来なかった。話題性を狙ったレコード制作及びそのセールス・プロモーションで活動拡大を図りたかった所属事務所側は角松の扱いに窮し、バンドを組んでのライブハウス出演など草の根的なライブ活動をしたい自身との活動方針の相違もあって、この後にトライアングルプロダクションを辞めることになった。

### ブレイク
最初の所属事務所から移籍する前、杏里のラジオ番組にゲスト出演した際に彼女と意気投合したことから、自身初の楽曲提供から始まり、それが縁となって杏里の所属事務所であるマーマレードに移籍。新たな事務所探しで当時のレコード会社も奔走したが、移籍先の事務所は本人自身で探し契約した。
初のセルフ・プロデュースやセルフ・アレンジとなる3作目『ON THE CITY SHORE』をリリースし、本作からの先行シングル「スカイ・ハイ」は、初めてタイアップとしてSchickの男性用ひげ剃りのテレビCMソングに採用された。この曲は自身にとっても代表曲となり、ライブでも定番曲として取り上げられているほか、CMも以後3年にわたって使われた。角松自身も本作でプロとして自信がついたと語っている。学園祭やライブハウス出演など地道な活動も功を奏し、アルバムはオリコンチャート最高位21位を記録。それまでオリコンチャート圏外だった1・2作目以上に好調な売れ行きを示し、初のホールコンサートも敢行するなど活動が軌道に乗り始めていく。
自身の歌手活動と並行して、杏里のアルバムへの楽曲提供とサウンド・プロデュースも手掛けるようになる。さらに『「CAT'S EYE」の一発だけで終わらせずに、それに続くヒット曲を』という至上課題のもと、角松が「悲しみがとまらない」をプロデュースした。チャート的には「CAT'S EYE」を凌げなかったが、連続ヒットを記録した。
それらの成功をバックに角松は、3枚目のアルバム発売直後、デビュー以来の夏や海といったリゾート感覚のシティ・ポップス路線から離れ、自身の音楽的趣向であったダンス・ミュージックやニューヨークのミュージック・シーンで流行る最先端のファンクに傾倒していく。その曲調に合わせて歌詞のテーマも次第に夜の街へと移り、1983年に12インチ・シングル「DO YOU WANNA DANCE」、続く1984年のアルバム『AFTER 5 CLASH』で、その世界を示した。商業的成功は続き、角松はこの路線に自信を深めて追求していく。
そして、杏里の仕事で得た印税を使い、過去に自身が影響を受けてきたものすべてと決別して誰もやっていない新しい音楽作りのため、ニューヨークへ長期滞在するようになり、現地での流行をいち早く取り入れた音楽活動を行うようになっていった。7&12インチ・シングル「GIRL IN THE BOX」や代表作となる1985年のアルバム『GOLD DIGGER』は、ターンテーブルによるスクラッチやラップがいち早く取り入れられた。1980年代半ば、アルバムは発売ごとにチャート上位にランクされ、全国を縦断する大規模なコンサートツアーも出来るようになった（特に都市部では複数公演を敢行するも発売即ソールドアウトを引き起こすほどの人気となる）。しかし、商業的成功の黄金期とも言えるこの時期、アルバムやコンサートの動員の成功に比べ、シングル・ヒットには恵まれなかった。その一因として、コンスタントにシングル曲は出すものの、プロモーション戦略でテレビの歌番組に出演することを避けていたため、世間一般への浸透が進まなかった。尚、ラジオではJFN系列で冠番組を持っており、『オールナイトニッポン』ではジングルを数年に渡り担当していた。

### 1980年代後半
音楽プロデューサー業も拍車が掛かり、中森明菜のアルバム『BITTER AND SWEET』に楽曲提供および編曲も手掛けたほか、西城秀樹のアルバム『TWILIGHT MADE …HIDEKI』に吉田美奈子を迎えてコラボレーションを行ったり、お笑いグループであるジャドーズの依頼に応え、和製ソウルファンクバンドとしてデビューアルバム『IT'S FRIDAY』ならびにデビューシングル「FRIDAY NIGHT」から数作にわたって全面的に関わった。
なかでも中山美穂へのプロデュースは、音楽プロデューサーとして成功をもたらした。中山が、杏里のアルバム『Bi・Ki・Ni』がお気に入りで愛聴盤だった為に角松に楽曲提供を依頼したのがきっかけで、1986年発表のアルバム『SUMMER BREEZE』に3曲提供し、その中のバラード曲「You're My Only Shinin' Star」が彼女本人が好んでいた曲であったことからライブでも頻繁に歌われるようになる。翌1987年、当時流行りのユーロビートを反映させたシングル曲「CATCH ME」は彼女にとって待望のオリコン1位を獲得。引き続いて角松のもはや看板であるダンス＆ファンク・ミュージックを全面に押し出したアルバム『CATCH THE NITE』をフルプロデュース。その発売時、1988年2月22日付けのオリコンのアルバム・ランキングにて、このアルバム『CATCH THE NITE』が1位、同時期に発表した自身のアルバム『BEFORE THE DAYLIGHT』が2位にチャートインした。そして、『CATCH THE NITE』レコーディングと同時にリテイクされた「You're My Only Shinin' Star」はシングルとして発表され、「CATCH ME」に続いてオリコン1位を獲得し、この年の第30回日本レコード大賞金賞受賞曲となって彼女の代表曲となり、2001年には彼女がベストアルバム『YOUR SELECTION』をリリースするにあたり、収録曲を決める為にホームページ上で行った投票ではシングルA面曲で1位になっている。
また、この時期から歌ものの作品以外に、フュージョンを基調としたアルバム『SEA IS A LADY』を1987年に発表。このアルバムには、村上ポンタ秀一や斉藤ノブなどのスタジオ・ミュージシャンを起用した。アルバム参加メンバーでのライブ・ツアーも行われ、これがキッカケとなり、斉藤はNOBU CAINEを結成。そのデビューアルバムを角松がプロデュースすることにも至った。これらミュージシャンをクローズアップした活動により、自身のバックバンドのベーシストであり、NOBU CAINEにも参加した青木智仁が、1989年に角松プロデュースのもと、フュージョンを主体にした初のアルバム『DOUBLE FACE』を発表した。

### 凍結宣言
1988年、多方面にわたる音楽活動の成功を背景に、デビュー以来の所属レコード会社のなかに私設レーベル「オーン」を立ち上げ、自身の歌唱によるオリジナル作品のほかに、前述のNOBU CAINEや自らの名義および関連アーティストのインストルメンタル作品を“サマー・メディスン”シリーズとしてトータル的にプロデュースを手掛けていく。
充実した活動を行っていったが、1990年代初頭の作品から徐々に内省的な作品が増え、インタビューでも思想的・哲学的な内容の受け答えが多くなっていった。そして、自身の音楽に対する絶望感を訴え、1993年の日本武道館公演をもって歌手活動の「凍結」を宣言し、無期限の休止となる。FINAL CONCERT TOUR公演のMCで、「確かに非常にプライベートな事も引き金の1つにはなっている」と、歌手活動から撤退する理由として、（当時の）妻との離婚や女性関係での離別も一因であることを暗に認めているが、一方で当時、自らの歌唱についても行き詰まりを感じていたことをWEB掲載のインタビュー記事で吐露しており、公私に渡り、心身ともに限界であった事が窺える。
学生時代には喫茶店でのアルバイトを経験しており、一時期は音楽活動を引退して飲食店の経営を考えていた事もあったが、所属事務所の説得で“歌手活動以外の音楽活動をしていくというかたちで音楽業界に残ることを決断。休止直後は、前述の武道館公演のビデオ編集、休止後初のアルバムとなったベスト・アルバム『1981-1987』では2枚組20曲中14曲に新たに手を加えるなど制作作業に没頭。また、バックバンドのキーボーディストの友成好宏のソロアルバム『NATURAL SIGN』、浅野祥之らが参加していたフュージョン系バンド、空と海と風と…のセカンド・アルバム『空と海と風と…2』、女性アーティストでは米光美保のアルバムを2作連続フルプロデュースしていくなど、他アーティストへの楽曲提供やプロデュース業も並行して活動、休止中にも関わらず1992年以前より活動が多忙化した。
1995年、それまでの私設レーベル「オーン」に代わり、「iDEAK」を設立し、同時期に新人ボーカリスト発掘プロジェクトのVOCALANDを立ち上げる。仕掛けたのは、角松のファンだったという松浦勝人で、松浦のレコード会社エイベックスで展開する。時流に乗ったことで話題になり、アルバム『VOCALAND』もヒット。それを受けて角松用にエイベックスのなかでavex ideakというレーベルが作られるも、エイベックス側の会社組織再編の影響を受け、1997年に終了する。
こうした多忙な音楽プロデュース業をこなしていくなかで、活動凍結前から考案していたという長万部太郎（おしゃまんべ たろう）という変名で、AGHARTAというバンド・プロジェクトを始める。“角松敏生”のキャリアとは全く違う音楽性であったことで、歌手活動凍結宣言は依然として貫かれた中での活動となった。また、当初はメジャーからではなく、インディーズ・シーンからの口コミなどでのムーブメントを展開する意向だったが、アルバム発売にあたって“角松敏生”の名が出てしまったため、即完売になるも、それは角松ファンに行き渡っただけで新たなファン層の開拓計画は失敗に終わる。結果、iDEAKレーベルから1996年に再編纂したものが発売されこととなった。1997年に、NHK「みんなのうた」用に作った楽曲「ILE AIYE〜WAになっておどろう〜」を発表し、同年にV6によってカバーされた。

### 解凍・2000年代
1998年5月に行われた日本武道館でのライブをもって、5年間のブランクからの「解凍」を宣言。同時にシングル作品『Realize』を発売させ、自身の歌手としての活動を再開する。その後は2000年代中頃までほぼ年に1作のペースで新作をリリース、その度に新しい試みがなされている。
1999～2000年に、宮古島出身のシンガーソングライター下地暁に対して複数作品プロデュース、2001年にAGHARTA名義で、サンリオピューロランドのパレード「光のパレード　イルミナント」(2001～2007年上演)のテーマソング『ILLUMINANT』を提供している。尚、自身はポムポムプリンがお気に入りである。
2002年には、沖縄音楽やアイヌの民族楽器トンコリを取り入れるなど、民族音楽との「音楽的交易」にも取り組んだ『INCARNATIO』を発売。2004年の『Fankacoustics』は、スタイルの異なる2組のバンド構成での2枚組CDとして発売、各バージョンでのLive Tourも全都道府県で敢行する。また、山本耕史出演の映画『ミラクルバナナ』の主題歌となった2005年発売のシングル『Smile』は、沖縄拠点に活動する「しゃかり」の千秋とのデュエットソングである。以降、2011年頃まで、しゃかりのメンバーをはじめとする沖縄のローカルアーティストとの共演がライブ・作品共に目立つようになる。一方で2006年に青木智仁が急逝、翌2007年には以前から闘病中だった浅野祥之が死去、長年に渡る自身のサウンドの支柱であり、プライベートでも親交の深かった盟友2人を相次いで亡くした。青木の他界によって、インストゥルメンタルアルバム発表の構想を封印する事にしたと、雑誌『ADLIB』の青木智仁追悼企画でのインタビューで表明している。
また、この頃には、プロ野球の中日ドラゴンズで、選手登場テーマとして楽曲が使用された。投手の登板に「GALAXY GIRL」、代打のテーマに「TIME TUNNEL」「AIRPORT LADY」が使われた。
2006年に発売された「Smile」以降は、2022年現在に至るまでシングル作品の発売はなく、アルバム作品もベスト・アルバム中心となるが、2009年発売『NO TURNS』、2014年発売の『THE MOMENT』では、初回限定盤にBlue-spec CDを採用したり、デビュー・アルバム『SEA BREEZE』のリテイク&リミックスアルバムとして発売された『SEA BREEZE 2016』の初回生産限定盤には、当時の『SEA BREEZE』の未使用アナログLPをレーザー・ターンテーブルで読み取ってリマスタリングした“SEA BREEZE-Laser Turntable Edition-”が世界初の試みとして同梱されるなど、音への拘りは現在も一貫している。同時期に40代後半で再婚し、50代で娘が一人生まれている。

### 2010年代
2010年代に入ってからは、再び他のアーティストとのコラボレーションやプロデュースが目立つようになってきている。特にMAY'Sとは「Travelling」(2015年)、「抱きしめてShining」(2016年)では、それぞれ同グループのボーカル片桐舞子とのデュエットソングを提供したり、自身のライブツアーにコーラス要員としてゲスト参加するなど、交流が盛んになっている。また、2016年10月には、サンリオピューロランドで、自身がプロデュースするミュージカル「TOSHIKI KADOMATSU Produce ILLUMINANT REBIRTH “NIKOICHI” feat.MAY'S」が公演された。
2010年以降の作品からネット配信されるようになる。それまで、本人は「ネット配信では音質が良くないからCDを買って聴いてもらいたい」として、ネット配信に難色を示していた。しかしながら一方で、「アルバムへの導入部としてシングルという形で配信するのなら良いかもしれない」という考えもあり、配信に至った。また、良い音作りのために、自身のレコーディング・スタジオも構えている。
2000年代以降のライブ活動としては、2001年8月にデビュー20周年ライブが東京ビッグサイトで2日間の日程で開催されるも、台風により初日が中止となり、2年後の2003年11月に「リベンジ」と題して横浜アリーナにて振替公演を行う。以降、25周年（2006年）、30周年（2011年）、35周年（2016年:横浜アリーナ改装後こけら落とし公演）、40周年（2021年）と、5年の節目での周年ライブは横浜アリーナで開催される事が恒例となっている。また、2020年には還暦記念のライブをZepp Tokyoで開催し、その模様は全国47都道府県、台湾を含む合計100の劇場で同時中継された。
2010年代から日本のシティ・ポップの海外での評価が急速に高まっており、角松本人も世界的にシティ・ポップの代表的人物として認知されるようになったが、そうした大まかな括られ方について角松本人はあまり快く思っていない様子である。

## 連載
- ADLIB 角松敏生／NO END TALK （毎月19日発売）※現在廃刊

## 出演

### ラジオ
- FMライト・アップ・タウン〜角松敏生のポップフリーク〜（1985年 - 1987年、JFN系）[5]
- 角松敏生 Vogue's Bar（1991年 - 1992年、JFN系）
- MYKADOMATSU.COM（2000年 - 2009年、CROSS FM）
- T's Monologue（? - 2008年、AIR-G）
- TDK REAL SOUND JAM → ODAKYU SOUND EXPRESS（2006年 - 2021年、TOKYO FM）
- 角松敏生のシンデレラ・ストーリー presented by BiBi→ My BLUES LIFE（2010年 - 、FM NORTH WAVE）

### テレビドラマ
- 敵同志好き同志（1987年） - 友人

### CM
- ユニマット（1996年 - 1997年）※本人出演

## 受賞歴
- 第28回日本レコード大賞 優秀アルバム賞 『TOUCH AND GO』（1986年）
- 第30回日本レコード大賞 優秀アルバム賞 『BEFORE THE DAYLIGHT-IS THE MOST DARKNESS MOMENT IN A DAY』（1988年）
  - 中山美穂は「You're My Only Shinin' Star」で金賞受賞。
- 第32回 日本ゴールドディスク大賞　INSTRUMENTAL ALBUM OF THE YEAR『SEA IS A LADY 2017』